# Angie Ng
Angie Ng, ativista sino-canadense, fundadora e organizadora da SlutWalk Hong Kong.
Ng fundou a SlutWalk Hong Kong em 2011 como protesto contra a violência sexual e a culpabilização das vítimas. A ativista relata que em Hong Kong havia uma perspectiva generalizada que violência sexual e assédio nas ruas eram em sua maioria um problema ocidental/estrangeiro e Angie queria apontar que na cultura deles isso também acontecia. Então, através da SlutWalk Hong Kong, ela luta contra a culpabilização das vítimas.
Pude ver claramente como a opressão de gênero desempenhou um papel na minha vida.— Angie Ng diz a ativista em entrevista.